# Raión de Reshetylivka
Reshetylivka (en ucraniano: Решетилівський район) es un raión o distrito de Ucrania en el óblast de Poltava. 
Comprende una superficie de 1009 km².
La capital es la ciudad de Reshetylivka.

## Demografía
Según estimación 2010 contaba con una población total de 27600 habitantes.

## Otros datos
El código KOATUU es 5324200000. El código postal 38400 y el prefijo telefónico +380 5363.